# Verlengde gedraaide driehoekige koepel
Een verlengde gedraaide driehoekige koepel is in de meetkunde het johnsonlichaam J22. Deze ruimtelijke figuur kan worden geconstrueerd door een driehoekige koepel J3 op een zeshoekig antiprisma te plaatsen en is het deel van een verlengde dubbelgedraaide driehoekige dubbelkoepel J44.
De 92 johnsonlichamen werden in 1966 door Norman Johnson benoemd en beschreven.
- (en)  MathWorld. Gyroelongated Triangular Cupola